# 의정부정보도서관
의정부시정보도서관은 경기도 의정부시 소재의 시립 도서관이다.

## 연혁
- 2003. 12. 16 의정부정보도서관 개관
- 2006. 02. 26 도서관개관준비팀 구성
- 2007. 05. 03 의정부시행정기구설치조례 제2193에 의거 ‘의정부지식정보센터’ 직제설치

## 시설현황
- 2층: 문헌정보실, 디지털정보실
- 1층: 꾸러기열람실, 힘든이열람실, 학습실, 노트북실, 정보미디어센터, 예약실
- 지하1층: 시네마천국, 세미나실, 서고, 예술생활반, 문화생활반, 참새와방앗간, 매점

## 이용 안내
이용 시간
- 꾸러기열람실, 디지털정보실: 매일 09:00~18:00
- 문헌정보실: 평일(월) 09:00~18:00 / 평일(화~금) 09:00~22:00 / 주말(토,일) 09:00~20:00
- 학습실: 월요일 07:00~18:00 / 화~일요일 07:00~24:00

휴관일
- 매월 네번째 월요일
- 법정공휴일